# David Veilleux
David Veilleux (nascido em Cap-Rouge, a 26 de novembro de 1987), é um ex-ciclista profissional canadiano.
Estreia como profissional em 2007, na equipa estadounidense The Jittery Joe's e de ali passou ao Kelly Benefit Strategies onde conseguiu várias vitórias como o Tour de Pensilvania e o Tour de Elk Grove. Foi 4 vezes campeão de Canadá contrarrelógio na categoria sub-23 (2006-2009).
Em 2011 foi contratado pela equipa Profissional Continental Europcar (anteriormente Bbox Bouygues Telecom). No final do 2013 anunciou sua retirada para finalizar sua formação universitária.

## Palmarés
2008
- Tour de Pensilvania, mais 2 etapas
- Tour de Elk Grove

2011
- A Roue Tourangelle[4]
- 3º no Campeonato de Canadá Contrarrelógio [5]

2012
- Meu-Août em Bretagne, mais 1 etapa
- Tre Valli Varesine
- Trittico Lombardo (ver nota[6])

2013
- 1 etapa do Critérium do Dauphiné
- Boucles da Mayenne

## Equipas
- The Jittery Joe's Pró Cycling Team (2007)
- Kelly Benefit Strategies (2008-2010)
  - Kelly Benefit Strategies-Medifast (2008)
  - Kelly Benefit Strategies (2009-2010)
- Team Europcar (2011-2013)